# Boundless Informant
Boundless Informant (англ. Boundless Informant — «безграничный информатор») — система обработки и визуализации больших массивов данных, используемая Агентством национальной безопасности США в качестве инструмента анализа мероприятий по сбору данных в глобальном масштабе. Система описана в рассекреченом FAQ, опубликованном в газете The Guardian 12 июня 2013. Согласно совершенно секретной теплокарте, также опубликованной The Guardian и якобы почерпнутой из Boundless Informant, АНБ за 30-дневный период, завершившийся в марте 2013 года, перехватило на территории США почти 3 миллиарда сообщений электронных коммуникаций.
Данные, анализируемые Boundless Informant, включают данные компьютерной программы слежения (DNI) и базы данных записей телефонных звонков (DNR), хранящихся в архиве данных АНБ, который называется GM-PLACE. В то же время, согласно опубликованному в The Guardian FAQ, эти данные не включают сведения, собранные в рамках Закона о слежении за иностранными разведками. Одним из источников базы данных записей телефонных звонков (DNR) является программа PRISM (официальное наименование — US-984XN), о существовании которой стало известно одновременно с Boundless Informant. Согласно опубликованной теплокарте, Boundless Informant консолидирует данные из 504 отдельных баз данных DNR и DNI. Страны, которые находятся под наблюдением, раскрашены в различные цвета от зелёного до красного, в зависимости от интенсивности наблюдения.

## История

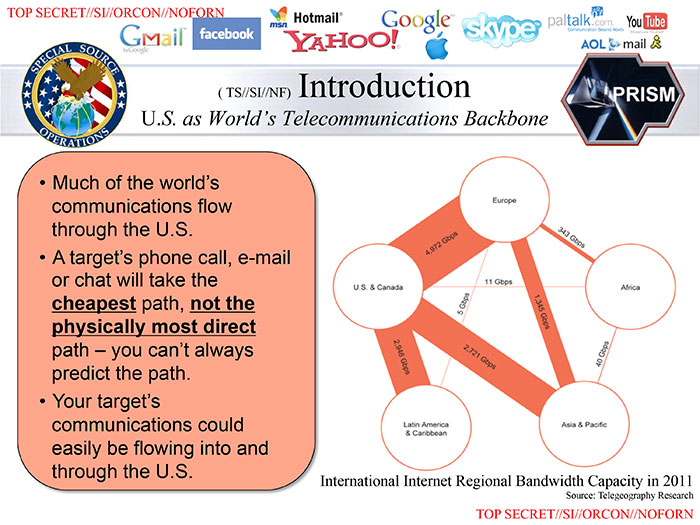
Слайд, демонстрирующий, что большая часть мировых коммуникаций проходит через США

Сбор разведданных на территории Соединенных Штатов или в отношении конкретных граждан США должен вестись в соответствии с Законом о слежении за иностранными разведками(FISA) и под контролем специального суда — FISA court.
АНБ вело деятельность по сбору и обработке данных в глобальном масштабе на протяжении десятилетий, но недавние программы сбора и анализа данных на территории Соединенных Штатов, такие, как PRISM, были введены в действие при президенте Д. Буше и обновлены при президенте Б. Обаме в декабре 2012 года.
О существовании программы Boundless Informant впервые публично было заявлено 8 июня 2013 года, после того, как секретные документы о программе просочились в The Guardian. Документы газете предоставил Э.Сноуден, бывший сотрудник АНБ.

## Технология
Согласно опубликованным данным, Boundless Informant использует свободное программное обеспечение и программное обеспечение с открытым кодом, которое, следовательно, «доступно для всех разработчиков АНБ» и корпоративных ИТ-сервисов, использующих облачные вычисления. Программа использует файловую систему Hadoop Distributed File System, модель распределённых вычислений MapReduce и облачную базу для обработки данных.

## Юридические аспекты
Раздел 702 поправок к Закону о слежении за иностранными разведками упоминается в документах, касающихся электронного перехвата, сбора и анализа метаданных с помощью программы PRISM. Многие конгрессмены США высказывались, устно и письменно, по поводу того, что правомерность этих поправок сомнительна, поскольку речь идет о сборе данных о гражданах США на территории Соединенных Штатов.
Американский союз защиты гражданских свобод в этой связи выступил с заявлением: «Независимо от злоупотреблений, проблема с поправками к закону лежит глубже: сам закон является неконституционным».
Сенатор Рэнд Пол выступил с законодательной инициативой, чтобы удержать АНБ и другие правительственные органы Соединенных Штатов от нарушения Четвертой поправки к Конституции США с использованием технологий и информационных систем, подобных PRISM и Boundless Informant.